# 沼菊属
沼菊属（学名：Enydra）是菊科下的一个属，为湿生、稍肉质草本植物。该属共有9种，9种分布于热带和亚热带地区。